# 예수전도단
와이웸(YWAM: Youth with a mission)은 [로렌 커닝햄]이 창립한 개신교 계통의 개신교 선교단체이다.
현재 세계에서 가장 큰 선교단체로 평가받고 있다. 전 세계에는 180개국 1,000여 지부에서 18,000여 명의 전임사역자가, 대한민국에서는 2019년 1월 기준으로 20개지부에 700여 명의 전임간사와 600여 명의 협력간사, 해외에는 600여 명의 선교사들이 하나님의 부르심을 좇아 자신의 삶을 세계 선교에 헌신하고 있다.
모토는 '하나님을 알고 그를 알리자(To Know God and Make Him Known)'이다.

## 역사

### 국제 와이웸(YWAM)의 역사

#### 국제YWAM의 태동
1960년에 로렌 커닝햄이 하나님으로부터 청년들로 상징되는, 파도가 점점 커져서 온 땅을 뒤덮는 환상을 보고 나서, 수 많은 젊은이들이 일어나 전 세계의 각 나라로 복음을 들고 들어가게 될 Youth With a Mission을 만들었다. 그 이후로 '너희는 온 천하에 다니며 만민에게 복음을 전하라(막16:15)'는 예수님의 대 위임령을 수행하기 위해 세계 각처의 서로 다른 문화와 교파에서 모인 초교파적이고 국제적인 단체가 되었다.

### 한국 예수전도단의 역사

#### 예수전도단의 시작
1961년 미국 남장로교회 선교사로서 오대원(David E Ross)목사가 한국에 파송되었다. 1972년 예수전도단의 출발이 되는 화요기도모임을 시작하였다. 1973년에 YWAM과 관련없이 오대원 선교사가 한국에서 "예수전도단"(Jesus Evangelism Team)을 발촉하였다. 당시 국제 YWAM의 리더십인 로렌 커닝햄과 조이 도우슨은 오대원 목사에게 YWAM에 참가할 것을 권유했지만, 남장로교 선교사의 직임을 가지고 있던 오대원 선교사가 이를 거부하였다. 1979년에는 기존의 사역을 대학사역, 직장인사역, 청소년사역으로 분할한다.

#### YWAM과 한국 예수전도단간의 통합
1979년 하와이에서 오대원 선교사가 안식년 중 코나의 열방대학에서 CDTS를 받으면서, 9월 28일에 예수전도단 사역을 YWAM과 연합하기로 결심하였고, 이에 따라 1979년 말에는 남장로교 선교사 직분을 사임하였다. 이후 1980년초 태국 치앙마이 봄 선교대회에서 통합이 이루어졌고, 오대원 목사가 한국 대표로 임명되었다. 정식 한국어 이름은 예수전도단으로, 영어 이름은 YWAM Korea로 사용하기로 결정되었다.

#### 한국 예수전도단의 연혁
- 1961년 오대원 (David E Ross) 선교사 부부가 미국 남장로교 선교사로서 한국으로 파송되었다.
- 1972년 연희동 오대원 선교사 자택에서 화요기도모임을 시작하다.
- 1973년 화요모임을 종로주단 건물 4층으로 옮기고 국제 YWAM과 연계해서 세미나를 개최하고 11월부터 예수전도단 이라고 명명하다.
- 1979년 오대원 목사 안식년 중 임종표 목사 책임 / 대학사역(홍성건), 직장인사역(현요한, 최재선), 청소년사역(김여호수아)를 세우다.
- 1980년 국제 YWAM과 공식 연합 “YWAM(한국명칭:예수전도단)이 출발하다. 예수전도단 출판사를 등록하다. 임종표 목사를 선교사로 파송하다.
- 1981년 제1기 DTS를 서울에서 시작하다. 첫 DTS 이후 부산지부 개척하다.
- 1982년 광주지부개척를 최재선간사가 개척하다.
- 1983년 목포지부개척을 시작하다.
- 1984년 1월 UDTS가 처음 시작되었으며, 8월 홍천에 농장을 구입하고 선교농장이라는 이름으로 사역을 시작했다.
- 1984년 대구지부를 개척하다.
- 1986년 8월 홍성건 간사를 한국 예수전도단의 대표로 세우다.
- 1988년 9월 사단법인으로 문화공보부에 예수전도단 등록하다.
- 1989년 2월 간사총회에서 열방대학을 세우기로 결의하다.
- 1990년 첫 번째 선교사 훈련학교(SOFM)을 시작하다. King's Kids의 사역이 시작되다. Target 2000프로젝트가 시작되어 한국에서 12종족을 Target하고 각 지부가 담당하였다.
- 1993년 선교본부(FMK)가 정식으로 조직되다.
- 1996년 제주 열방대학의 첫학교/ DTS가 시작되다.
- 1997년 3월 울산지부 개척을 시작하다. 11월 대전사역이 지부로 승격되다. 11월 창원지부개척팀이 사역을 시작하다.
- 1998년 청주지부 개척팀이 사역을 시작하다.
- 1999년 포항지부 개척팀이 사역을 시작하다. Target 2000을 Target 2020으로 새로이 명명하고 선교를 위하여 광범위하게 전개하기 시작하였다.
- 2000년 3월 전주지부 개척팀이 사역을 시작하다. 3월 제주지부 개척이 시작되다. 8월 천안지부가 승인되다.
- 2001년 2월 간사총회에서 문희곤 간사를 부대표로 임명하였다.
- 2002년 2월 수원지부가 승인되다. 10월 군산지부 개척팀이 사역을 시작하다.
- 2003년 2월 간사총회에서 문희곤 간사를 대표로 임명하였다. 간사는 전임 790명, 협동316명이 사역하다, 선교사325명, 전국 19개 지부에서 사역하다. 5월 인천지부 개척팀이 사역을 시작하다.
- 2007년 열방대학 법인을 분리하다.
- 2007년 한국에서 Open 2007을 개최하다.
- 2008년 12월 선교본부가 FMK(Frontier Mission Korea)에서 GMK(Global Mission Korea)로 변명(變名)되었다.
- 2009년 원주지부 개척팀이 사역을 시작하다. 군산지부와 전주지부의 통합하여 '전북 광역지부'를 세우다.
- 2010년 1월 예수전도단의 김지태 간사를 대표로 임명하였다(2009년 하반기 NLT의 결정). 또한, 대표의 임기재(5년)를 도입하였다.
- 2010년 3월 YWAM 50주년 기념 행사를 하다.
- 2014년 8월 예수전도단의 박석건 간사를 대표로 임명하였다.
- 2019년 8월 예수전도단의 김명선 간사를 대표로 임명하였다.

## 기본 가치
YWAM의 가치는 2004년 2월에 공포된 6가지의 기본가치(예배, 거룩함, 기도, 증인, 교제,섬김)와 18개의 기본정신으로 구성되어 있다. "이 원리원칙들은 우리가 누구며 어떻게 살고 어떤 결정을 내리는가에 있어 우리의 독특한 성격이 되며 예수전도단의 'DNA'로서 우리의 근본 신념이 된다"고 선언한다. 2010년에는 16항이 '관계중심적인 후원에 의지한다(Rely on relationship-based suport)'에서 '재정공급은 하나님께 의지하는 삶을 산다(Practice a life of dependence upon God for financial provision)' 로 수정하였다. 18개의 기본정신은 다음과 같다.
| 1) 하나님을 안다.                   | 10) 팀으로 사역한다.                        |
| 2) 하나님을 알린다.                 | 11) 섬기는 지도력을 발휘한다.               |
| 3) 하나님의 음성을 듣는다.          | 12) 먼저 행하고 가르친다.                   |
| 4) 예배와 중보기도를 한다.          | 13) 관계중심을 지향한다.                    |
| 5) 비전을 갖는다.                   | 14) 개인의 가치를 존중한다.                 |
| 6) 청년들을 지지하고 후원한다.      | 15) 가정을 소중히 여긴다.                   |
| 7) 광범위하며 분산된 조직을 갖는다. | 16) 재정공급은 하나님께 의지하는 삶을 산다. |
| 8) 국제적이며 초교파적이다.         | 17) 손님 대접하기를 힘쓴다.                 |
| 9) 성경적 세계관을 갖는다.          | 18) 정직하고 투명한 의사소통을 한다.        |

## 목적 선언문
예수전도단(YWAM, Korea)은 개인의 삶을 통해 이 세대에 예수님을 나타내고, 이러한 대업에 가능한 많은 사람들이 동참 하도록 동원하며, 그리스도인들이 주님이 명하신 대사명(the Great Commission)을 완수할 수 있도록 교육시키고 준비시키는 초교파적이고 국제적인 크리스찬 운동이다. 하나님 나라의 시민으로서 우리는 하나님을 사랑하고 예배하며 순종할 뿐만 아니라 주님의 몸된 교회를 사랑하고 섬기며 전세계 모든 사람들에게 온전한 복음을 전하기 위해 부름 받았다.

#### 우리 예수전도단(YWAM, Korea)은 다음의 사실들을 진리로 믿는다:
예수님이 하나님의 아들 되심을 나타내는 성경은 하나님의 감동과 권위로 이뤄진 말씀이다. 인간은 하나님의 형상을 따라 지음 받았다. 인간은 예수 그리스도를 통해 영생을 얻도록 창조되었다. 비록 모든 인간은 범죄 하여 하나님의 영광에 미치지 못하지만 하나님께서는 예수 그리스도의 십자가 죽음과 부활을 통해 우리의 구원을 가능케 하셨다. 회개와 믿음, 사랑과 순종은 하나님께서 우리에게 보여주신 은혜에 대한 올바른 반응이다. 하나님은 모든 사람이 구원 받아 진리를 알기 원하신다. 성령의 능력은 마가복음 16장 15절 말씀, “너희는 온 천하에 다니며 만민에게 복음을 전파하라”는 예수님의 마지막 명령을 완성하기 위해 우리 안에서 그리고 우리를 통해서 나타난다.

## 사역
예수전도단의 사역은 크게 지부 사역, 대학생 사역/청소년 사역, 열방대학 등의 세가지로 나누어 볼 수 있다. 본 단락에서는 한국 예수전도단의 사역을 중심으로 서술한다.

### 지부 사역
지부는 지역마다 의 영적 흐름을 책임지고 현재 대한민국에는 20개 지역에 지부 - CYP, 고양, 인천, 수원, 천안아산, 청주, 대전, 부산, 대구, 울산, 포항, 창원, 진주, 광주, 전주, 군산, 목포, 홍천, 춘천, 원주, 제주 - 가 설립되어 있다.
지부마다 예배와 중보기도, 지역 변혁과 선교동원을 일으키는 화요모임을 중심으로 교회를 섬기고 지역에 중보기도사역과 세미나 등을 개최하며 지역의 특성을 살려 해당 지역의 그리스도인들이 훈련받고 사역과 선교 현장으로 연결되도록 돕고 있으며 후원회(아굴라, 브리스길라) 등의 모임을 통해 간접적으로 예수전도단과 관계될 수 있는 장을 열어가고 있다.

### 대학 사역 CMK
예수전도단 대학사역(Campus Ministry)은 1961년 8월 선교사로 온 David E. Ross(오대원)목사를 통해 1967년 서울공대 기독학생회 사역으로 시작되었다.
대학생들의 민주화 운동속에서 오히려 말씀으로 돌아가 성령으로 새롭게 되어 그 뜨거운 열정을 주께 돌이키면 좋겠다는 비전을 품었던 오대원 목사님은 성령세례를 경험한 후에 한국에서 다시 성령으로 사역하기 시작하였고, 이것이 화요모임의 시초가 되었다.
이후 대학사역은 성경공부와 전도학교, 화요모임등을 통해 사역이 확장되었다. 1980년 예수전도단의 사역이 각 계층별(청소년, 직장, 대학생 등)로 나뉘면서 대학사역도 본격화되었고 1984년 첫 번째 대학생 제자훈련학교가 종로 공동생활집에서 시작하게 되었고, 2000년대 부흥한국을 통해 예수전도단 대학사역도 폭발적 성장을 보였다. 이 시기에 대학사역 리더들의 금식기도를 통해 대학사역이 어떻게 섬길 수 있을까 하나님의 뜻을 구하는 시간을 가졌고, 이때 선포되었던 비전이 vision8700이다. 이 비전은 그 당시 세계 주요 대학 8700개에 예수전도단의 깃발을 꽂아 열방을 섬기는 주의 젊은이들을 일으키자는 것에 그 목표가 있었고 MC로 이름을 바꾼 전도학교에서 비전이 선포되었다. 이 비전을 통해 인도, 태국 등의 대학사역이 개척되었다.
10년이 지난 2011년 대학사역은 31주년을 맞이하였다. 10년이 지난 지금 우리의 열매를 다시 돌아보며 비전을 새롭게 하는 시간을 가졌다. 대학사역자 모임을 통해 이 비전 8700을 Beyond8700이라는 캐치프레이즈로 다시 선포되었다. 2011년 현재 20,000개가 넘는 세계 주요대학으로 나아가자는, 10년전의 비전을 새 그릇에 담은 것이 바로 beyond 8700이다.
2008년 현재 서울, 수원, 부산, 광주, 춘천, 대구, 대전, 전주, 익산, 군산, 원주, 천안아산, 청주, 목포, 포항, 창원, 제주를 비롯한 각 중요도시 안에 있는 170여개의 캠퍼스에서 예수전도단 대학사역이 활동하고 있다. 또한 대학생을 대상으로 하는 예수제자훈련학교(UDTS)가 9개 지역에서 이루어지고 있다.
2011년 현재 서울, 수원, 부산, 광주, 춘천, 대구, 대전, 전북광역지역(전주, 익산, 군산의 메가 베이스), 원주, 천안아산, 청주, 목포, 제주에서 약 150개 캠퍼스에서 예수전도단 대학사역이 동아리 등의 다양한 형태로 활동하고 있으며 창원, 포항, 인천이 대학사역을 개척중에 있다.

2019년 현재 예수전도단 한국대학사역 캠퍼스 개척 현황은 아래와 같다.

- 서울 지역 : 가천대학교, 서울과학기술대학교(서울과기대), 연세대학교 국제캠퍼스, 감리교신학대학교(감신대), 서울대학교, 이화여자대학교(이화여대), 건국대학교, 서울시립대학교, 장로회신학대학교(장신대), 경희대학교, 서울신학대학교, 중앙대학교 흑석캠퍼스(중대흑석), 고려대학교, 서울여자대학교(서울여대), 총신대학교, 국민대학교, 성결대학교, 추계예술대학교(추계여대), 단국대학교, 성신여자대학교(성신여대), 케이씨대학교(KCU / 구_그리스도대학교), 대진대학교, 세종대학교, 한국외국어대학교 이문캠퍼스(외대 이문), 덕성여자대학교(덕성여대), 숙명여자대학교(숙명여대), 한국외국어대학교 글로벌캠퍼스(외대 용인), 동국대학교, 숭실대학교, 한양대학교/한양여자대학교(한영여대), 동덕여자대학교(동덕여대), 아세아연합신학대학교(ACTS), 서울한영대학교(구_한영신대), 서강대학교, 안양대학교, 홍익대학교, 서경대학교, 연세대학교 신촌캠퍼스
- 인천 지역: 인하대학교, 인천 글로벌 캠퍼스(IGC), 인천대학교
- 수원 지역: 강남대학교, 아주대학교, 경기대학교, 한세대학교, 경희대학교, 수원대학교
- 춘천 지역: 강원대학교 춘천캠퍼스, 한림대학교
- 대전 지역: 충남대학교, 배재대학교, 목원대학교, 한밭대학교, 침례신학대학교(침신대), 중보대학교, 한남대학교
- 천안 지역: 백석대학교, 단국대학교 천안캠퍼스, 상명대학교, 나사렛대학교, 평택대학교, 남서울대학교, 한국기술교육대학교, 호서대학교 아산캠퍼스, 호서대대학교 천안캠퍼스, 순천향대학교,
- 청주 충주 세종 지역: 건국대학교 글로벌캠퍼스, 우석대학교 진천캠퍼스, 한국교원대학교, 고려대학교 세종캠퍼스, 청주교육대학교, 한국교통대학교 증평캠퍼스, 극동대학교, 청주대학교, 홍익대학교 세종캠퍼스, 서원대학교, 충북대학교
- 부산 지역: 경성대학교, 동의대학교, 부산외국어대학교, 고신대학교, 부경대학교, 신라대학교, 동명대학교, 부산가톨릭대학교, 영산대학교, 동서대학교, 부산교육대학교, 인제대학교, 동아대학교(승학), 부산대학교, 한국해양대학교, 동아대학교(부민), 경남정보대학
- 대구 지역: 경북대학교 대구캠퍼스, 대구대학교, 계명대학교, 영남대학교, 대구가톨릭대학교, 영남신학대학교(영남신대)
- 울산 지역: 울산대학교
- 진주 지역: 경남과학기술대학교, 진주교육대학교, 경상대학교, 진부보건대학교, 연암공업대학교, 한국국제대학교
- 포항 지역: 한동대학교
- 광주 지역: 광신대학교, 조선대학교, 동강대학교, 호남대학교, 전남대학교, 호남신학대학교
- 전북 지역: 군산대학교, 전북대학교, 예수대학교, 전주대학교, 우석대학교, 한일장신대학교, 원광대학교, 호원대학교
- 목포 지역: 목포대학교, 세한대학교
- 제주 지역: 제주대학교 아라캠퍼스, 제주관광대학교, 제주한라대학교

### 청소년사역 YMK
청소년 사역(Youth Ministry)은 만 7세에서 18세까지를 대상으로 하여 그들을 열방의 지도자로 자라게 하는데 그 목적이 있다. 이렇게 하기 위해 세대를 동원하고 훈련시키는데 목표를 두고 사역하고 있다.
가정과 지역 교회와 연합하여 어린이와 청소년들을 하나님의 나라를 위해 실제적인 방법으로 훈련하고 제자화하여 미래의 지도자로 자라게 하고 선교하도록 돕는 사역으로서 한국에서는 1979년에 시작하여 1991년 정식'예수전도단 청소년사역'으로 부르게 되었다.
마태복음 18장과 시편 8장 2절 말씀을 바탕으로 1) 세계선교 2)치유와 회복 3)가정사역 4)사역자 훈련 의 사역을 하고 있다.

### 찬양 사역
- 화요모임: 서울을 중심으로 14개 곳에서 하고 있다. 서울지역사역의 찬양사역을 중심으로 현재까지 5개의 음반을 내놓았다.
- 캠퍼스 워십: 한국 대학사역 찬양팀이 인도하는 예배이다.이전에는 금요모임이라는 이름으로 활동했다 현재의 이름으로 변경되었다. 현재까지 10개의 음반을 내놓았다.

### 열방대학University Of The Nations
열방대학은 110개국 280여개의 지역에서 과정이 진행되고 있는 국제적인 기독교 대학으로, YWAM의 사역 중 하나이다.
열방대학은 학생들을 영적, 문화적, 지적, 전문적으로 준비시키고, 하나님께서 주신 은사를 전 세계에 가서 복음을 전하는데 사용하도록 도전을 줌으로써, 기독교적 대사명 (Great Commission)을 완수하는 일에 그 목적이 있다. 총 7개의 단과대학이 있으며, 대한민국에는 주요 캠퍼스 중 하나인 제주에 열방대학 캠퍼스가 사역하고 있다.

### 도서출판 예수전도단
예수전도단(YWAM)의 문서 선교 분야이다. 개신교 서적 및 예수전도단의 음반들을 출판(간)하며, 80년대 후반 대학생과 직장인을 양육하고 전도하는 사역을 돕기 위해 시작하였다. 사무실은 서울시 마포구 합정동에 있다.

### 외국인사역
2006년 인천에서 시작되었다. 예수전도단이 지난 수 십년에 걸쳐 뿌리내린 대학사역, 청소년사역, 각종 훈련사역 등 기존 사역들과의 협력과 전국 18개 지부들과의 연계 및 파송 선교사들과의 협력을 통해 시너지를 낼 수 있다는 점을 차별화된 장점으로 보고 시작하게 되었고 한국 안에서의 선교적 상황의 변화(거주 외국인 인구의 급증 등)에 대해 능동적으로 적절히 반응하는 것 자체가 또 하나의 세계선교임을 주목한 것이 주요한 동기가 되었다.
"나그네를 향한 하나님의 마음"을 한국의 기독교인들을 통해 이 땅에 머무는 외국인 및 이민자들에게 전해지도록 하는 것을 목적으로 하고 있다. 또한 한국에 체류하는 동안 예수를 영접하고 양육받아, 본국에 돌아갈 때에는 그들을 통해 그들의 고향에 복음이 전해지게 되기를 도모하고 있다.
사역의 대상은 크게 유학생, 다문화가정, 근로자로 분류하며 패스트푸드점, 캠퍼스, 공장기숙사, 가정방문, SNS 등을 만남의 장소로 사용하고 있다.
지역 교회나 사회복지기관과의 지속적인 연계가 이루어지고 있고 협력이 점차 확대되고 있다.
인천지부에서 시작되었던 사역은 2007년 4월에 단위사역으로 승인 받았고 2011년 3월에는 본부로 사역 전체가 이동하여 서울과 인천에서 사역하고 있다. 광주지부는 2008년에 외국인사역이 단위사역으로서 선교부의 역할을 병행하며 시작되었다. 대구지부는 2011년 4월에 단위사역으로 승인 받고 몽골 가정, 계명대 등 캠퍼스 그리고 지역내의 타기관과의 협력을 통한 사역을 실시하고 있다. 수원지부에서 2011년 하반기부터 경희대 국제캠퍼스의 유학생들과 경기 남부지역 근로자들을 만나면서 시작되었고, 2011년 11월 현재 전북광역지부에서도 담당자가 정해지고 사역이 시작되고 있다.

### 미디어사역
2004년 예수전도단(YWAM)안에 서울 미디어팀과 대학사역 미디어팀으로 시작하였다. 각각 화요모임과 캠퍼스워십을 섬기며 각종 콘텐츠(중계, DVD, 홍보영상, 디자인, 웹에디팅 등)를 제작하다가 2007년 두 팀을 합쳐 하나의 단일사역으로 승인되었다. 하지만 지금은 미디어팀 안에서의 여러 가지 사정으로 명확한 미디어사역은 존재하지 않는다.

## 음반
대한민국의 예수전도단의 이름으로 출시된 음반과 이후 예수전도단의 각 사역에서 출시한 음반 레이블은 다음과 같다.

### 예수전도단
- 1집 해 뜨는 데부터 (1981)
- 2집 보라 하나님은 (1984?)
- 3집 때가 차매 (1985)
- 4집 박종호, 최인혁 찬양 모음 (1986)
- 5집 우리는 주의 백성이오니
- 6집 비전
- 7집 지성소 (1995)
- 8집 부흥 (1997) (고형원이 주요 프로듀싱)
- 9집 부흥 2000 (1999) (상동)
- 10집 거룩한 성전 (2000) (손해석이 기획)

### 예수전도단 화요모임
- 1집 여호와여 일어나소서 (2000)
- 2집 성령의 바람 (2001)
- 3집 열방을 자유케 하라 (2003)
- 4집 주 얼굴 보이소서 (2004)
- 5집 신실한 주 사랑 (2012)
- 6집 처음과 나중 (2017)

### 예수전도단 CCM
- 1집 향기 (1999)
- 2집 The way (2000)
- 3집 Changer (2002)
- 4집 친밀감 (2003)

### 예수전도단 Praise Leader
- Vol.1 이천
- Vol.2 박영진 - His kingdom reigns
- Vol.3 윤주형 - Wait for the Lord

### 예수전도단 캠퍼스워십
- 1집 일어나라 빛을 발하라 (2003)
- 2집 돌아서지 않으리 (2004)
- 3집 영광의 이름 예수 (2005)
- 4집 Winning All (2006)
- Campus worship Christmas (2006)
- 디지털 싱글 (2007)
- 5집 Wonderful Love & Miracle (2007)
- 프로젝트 싱글 내가 닮고 싶은 예수 (2008)
- 6집 With me (2008)
- 프로젝트 앨범 Art of Worship (2009)
- 7집 His Kingdom Come (2010)
- Campus worship Christmas 2010 Beautiful Saviour (2010)
- Campus worship with Hillsong 2012 Global Project (2012)

## 주요 개념
예수전도단의 Discipleship Training School(YWAM DTS)에서는 아래와 같은 주제들을 다루고 있다.
- 하나님의 음성 듣는 삶
- 묵상
- 예배
- 하나님을 경외하는 마음
- 하나님의 아버지마음
- 중보기도
- 내적 치유
- 성령하나님
- 권리포기
- 충성과 위탁
- 제자도
- 재정에 대한 공급

### 영적 전쟁
국제와이웸의 주요 리더중 하나였던 존 도우슨의 저서인 하나님을 위하여 도시를 점령하라는 도시에서 어떻게 영적 전쟁을 할 것인지를 가르치고 있다.
또한 예수전도단에서는 세계를 4000여개의 오메가 존(Omega zone)으로 나누어 각 존마다의 영적 필요를 추적하는 프로그램인 4K를 운영하고 있다.

## 같이 보기
- 오대원